# Helmut Körnig
Helmut Körnig (Głogów, 1905. szeptember 12. – Dortmund, 1973. március 5.) háromszoros olimpiai érmes német atléta, futó.

## Pályafutása
1928-ban vett részt első alkalommal az olimpiai játékokon. Amszterdamban a 200 méteres síkfutás számában indult, továbbá tagja volt a négyszer százas német váltónak. 200 méteren Percy Williams és Walter Rangeley mögött harmadikként zárt, míg a váltóval ezüstérmet nyert. Négy évvel később, Los Angeles-ben is szerzett érmet. Száz méteren nem jutott be a döntőbe, de a váltóval újfent ezüstérmes lett.

## Egyéni legjobbjai
- 100 méter - 10,4 s (1926)
- 200 méter - 20,9 s (1932)